# Сорокин, Владимир Леонидович
Влади́мир Леони́дович Соро́кин (род. 1 апреля 1971, Элиста, РСФСР) — топ-менеджер, генеральный директор торговой сети «Лента» (с 2020 года). Ранее — коммерческий директор компании «Магнит» (c 2019 года). До июля 2018 года занимал должность генерального директора торговой сети «Перекрёсток» (входит в X5 Retail Group, по состоянию на 30 сентября 2018 года управляла 712 супермаркетами — крупнейшая сеть в России).

## Биография
В 1994 году окончил факультет пищевой промышленности Санкт-Петербургского торгово-экономического университета, получив специальности инженера-технолога общественного питания и повара 5-го разряда. В 2005 году окончил НИУ «Высшая школа экономики» по специальности «финансы и кредит».
С 1994 года начал работать в компании Gillette — сначала торговым представителем, затем вырос до менеджера по работе с ключевыми клиентами.
С 1996 года стал директором по продажам на Украине, в 1999 году возглавил в Gillette блок продаж по России и Белоруссии.
С 2000 по 2002 годы был директором по продажам компании САН ИнБев.
В 2003 году возглавил региональную сеть Группы «АльфаСтрахование», заняв должность заместителя генерального директора — директора по региональному бизнесу. С 2007 года работал коммерческим директором Группы «Альфа Страхование». С 2009 по 2010 годы — генеральный директор страховой компании «АльфаСтрахование-Жизнь».
С 2010 по 2012 годы был генеральным директором в ОАО «Масштаб» (строительная компания). С 2010 по 2015 годы входил в состав совета директоров ЗАО «Аграрный профсоюзный акционерный коммерческий банк „Апабанк“».
В 2013 году пришёл в Х5 Retail Group на должность заместителя коммерческого директора, в июне того же года стал директором по категорийному менеджменту федеральной торговой сети «Пятёрочка».
С сентября 2014 года — генеральный директор федеральной торговой сети «Перекрёсток». В июне 2018 года объявлено о том, что Владимир Сорокин покинул пост директора торговой сети.
В декабре 2018 года было объявлено, что Владимир Сорокин займёт пост заместителя генерального директора — коммерческого директора розничной компании «Магнит» и будет работать в команде ещё одного выходца из X5 Retail Group Ольги Наумовой, которая с мая 2013 года по апрель 2018 года возглавляла торговую сеть «Пятёрочка».
В сентябре 2020 года назначен генеральным директором ООО «Лента».

## Семья
Дети — Аксинья (1994 г.р.) и Глеб (1996 г.р.).
Отец — Сорокин Леонид Владимирович — строитель. Мать — Сорокина Валентина Фёдоровна — врач.

## Хобби
Увлекается автомобильным и мотоспортом.